# 宇留摩庵
宇留摩庵（うるまいおり）は、岐阜県各務原市鵜沼西町1丁目116番地3にある観光施設（飲食施設）。

## 概要
各務原市が国土交通省の社会資本整備総合交付金を活用した都市再生整備計画事業の一つとして、2006年（平成18年）から2010年（平成22年）にかけて「歴史的街道である旧鵜沼宿・旧中山道のまちなみ再生」として、旧鵜沼宿・旧中山道地区の整備を行った。その事業（地域創造支援事業）の一つとして整備した施設である。2010年（平成22年）4月開館。施設名の宇留摩は、江戸時代以前の鵜沼の古い表記の一つである。
元は1930年（昭和5年）に建てられ、1971年（昭和46年）まで菓子店として使用されていた木造2階建の古民家である。各務原市が観光施設として改修を行った。延床面積179.64m2。
施設の所有者は各務原市である。所管は各務原市観光交流課であり、維持や修繕は中山道鵜沼宿町屋館の一部として行われている。
開館当初から民間に飲食店として賃貸している。2021年現在、飲食店（宇留摩庵一服茶屋花の木）が入居している。

## 利用案内
以下は入居する「宇留摩庵一服茶屋花の木」に関する内容である。
- 営業時間：11:00-14:00
- 休業日：毎週月曜日（月曜日が祝日の場合、その翌日）
- 駐車場：中山道鵜沼宿町屋館と共用

## 交通アクセス
- 名鉄各務原線鵜沼宿駅より徒歩15分。
- JR高山本線鵜沼駅より徒歩20分。
- 各務原市ふれあいバス 鵜沼線 東西朝夕便「鵜沼西町」バス停下車徒歩2分。

## 周辺施設
- 二ノ宮神社
- 菊川酒造本蔵・豆蔵・一号倉庫・二号倉庫
- 中山道鵜沼宿脇本陣
- 中山道鵜沼宿町屋館
- 大安寺川 - 宇留摩庵は大安寺川の川沿いにある